# Compagnie des Carabiniers du Prince

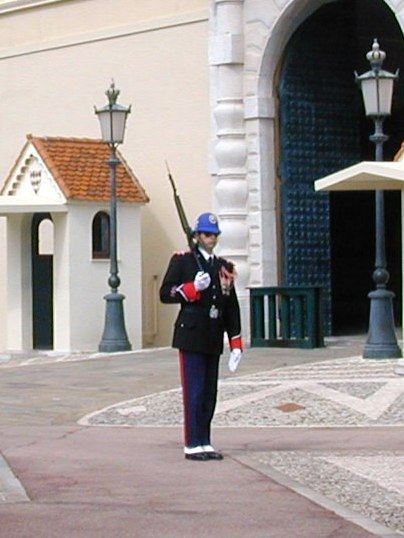
Vakt utanför furstepalatset.

Compagnie des Carabiniers du Prince är Monacos högvaktsstyrka som ansvarar för skydd av den furstliga familjen och det furstliga palatset. Den har även ceremoniella funktioner. Karabinjärkompaniet består av tre officerare, 15 underofficerare och 94 karabinjärer.